# U-708
| U-708                      | U-708                                                          | U-708                                                          |
| -------------------------- | -------------------------------------------------------------- | -------------------------------------------------------------- |
|                            |                                                                |                                                                |
|                            |                                                                |                                                                |
|                            |                                                                |                                                                |
| Під прапором               | Третій рейх                                                    | Третій рейх                                                    |
| Спуск на воду              | 24 березня 1942 року                                           | 24 березня 1942 року                                           |
| Виведений зі складу флоту  | 5 травня 1945 року                                             | 5 травня 1945 року                                             |
| Сучасний статус            | затоплений                                                     | затоплений                                                     |
| Проєкт                     |                                                                |                                                                |
| Тип ПЧ                     | Торпедний ДПЧ                                                  | Торпедний ДПЧ                                                  |
| Основні характеристики     |                                                                |                                                                |
| Швидкість (надводна)       | 17,7 вузлів                                                    | 17,7 вузлів                                                    |
| Швидкість (підводна)       | 7,6 вузлів                                                     | 7,6 вузлів                                                     |
| Робоча глибина занурення   | 100 м                                                          | 100 м                                                          |
| Гранична глибина занурення | 220 м                                                          | 220 м                                                          |
| Екіпаж                     | 44 осіб                                                        | 44 осіб                                                        |
| Розміри                    |                                                                |                                                                |
| Довжина найбільша (по КВЛ) | 67,1 м                                                         | 67,1 м                                                         |
| Ширина корпусу найб.       | 6,2 м                                                          | 6,2 м                                                          |
| Висота                     | 9,6 м                                                          | 9,6 м                                                          |
| Середня осадка (по КВЛ)    | 4,70 м                                                         | 4,70 м                                                         |
| Водотоннажність надводна   | 769 т                                                          | 769 т                                                          |
| Озброєння                  |                                                                |                                                                |
| Артилерія                  | одна палубна гармата калібру 88-мм, одна 20-мм зенітна гармата | одна палубна гармата калібру 88-мм, одна 20-мм зенітна гармата |
| Торпедно- мінне озброєння  | 4 носових і один кормовий ТА. 14 торпед або 26 мін             | 4 носових і один кормовий ТА. 14 торпед або 26 мін             |

U-708 — німецький підводний човен типу VIIC часів Другої світової війни.
Замовлення на будівництво човна було віддане 6 серпня 1940 року. Човен був закладений на верфі суднобудівної компанії «H C Stülcken Sohn» у Гамбурзі 31 березня 1941 року під заводським номером 772, спущений на воду 24 березня 1942 року, 24 липня 1942 року увійшов до складу 8-ї флотилії. Також за час служби перебував у складі 7-ї, 5-ї, 21-ї та 31-ї флотилій.
Човен не виконав жодного бойового походу.
Затоплений власним екіпажем 5 травня 1945 року у Вільгельмсхафені. У 1947 році піднято та здано на злам.

## Командири
- Оберлейтенант-цур-зее Вернер Гайнце (24 липня 1942 — червень 1943)
- Оберлейтенант-цур-зее Клаус Андерсен (червень 1943 — 29 лютого 1944)
- Оберлейтенант-цур-зее Евальд Пік (1 березня 1944 — 14 квітня 1944)
- Оберлейтенант-цур-зее Герберт Кюн (15 квітня 1944 — 5 травня 1945)